# Sauermilchprodukte
Sauermilchprodukte sind Lebensmittel aus Milch, die mittels Gärung durch natürlich vorkommende oder zugesetzte Mikroorganismen gesäuert wird. Durch die Stoffwechseltätigkeit der Mikroorganismen wird ein Teil der in der Milch enthaltenen Lactose zu Milchsäure abgebaut und es bilden sich charakteristische Aromastoffe wie Acetaldehyd, Aceton, Butanon und andere. Als Folge der Säuerung werden Fäulnis- und Krankheitserreger (wie etwa Staphylokokken) unterdrückt und das Milcheiweiß (Casein) gerinnt und fällt feinflockig aus, was sich darin äußert, dass die Milch dickflüssig bis stichfest wird; man nennt das Säuern von Milch daher auch Dicklegen. Nur bei wenigen Produkten wird eine flüssige, trinkbare Konsistenz angestrebt. Die Denaturierung des Caseins verbessert außerdem die Verdaulichkeit. Insgesamt entsteht durch die Säuerung also ein haltbares, wohlschmeckendes, bekömmliches Milcherzeugnis.
Zu den Sauermilchprodukten zählt man warenkundlich nur Erzeugnisse des weißen Sortiments – Sauerrahmbutter und Sauermilchkäse werden zwar auch aus gesäuerter Milch gewonnen, aber üblicherweise bei den Butter- bzw. Käsesorten betrachtet. Sauermilchprodukte bilden außerdem die Grundlage für zahlreiche Milchmischerzeugnisse, die durch Zusatz von Aromen, Obst usw. entstehen – zum Beispiel Fruchtjoghurt.

## Eigenschaften
Sauermilchprodukte unterscheiden sich in der verwendeten Milch (Kuhmilch oder Milch von anderen Tieren), in den eingesetzten Mikroorganismen, in Dauer und Temperatur der Bebrütung und im Fettgehalt. Je nach Säuerungskultur – oft Kombinationen verschiedener Bakterienarten – läuft die Milchsäuregärung homofermentativ oder heterofermentativ ab. Bei der homofermentativen Gärung bildet sich ausschließlich Milchsäure, bei der heterofermentativen Gärung außerdem noch Alkohol und Kohlendioxid. Außerdem unterscheiden sich die Kulturen auch darin, in welchem Verhältnis D- und L-Milchsäure gebildet werden.

D-Milchsäure
L-Milchsäure

Einigen Sauermilchprodukten sind aufgrund der enthaltenen Bakterien gesundheitsfördernde Wirkungen zugeschrieben worden, die insbesondere im Zusammenhang mit der menschlichen Darmflora stehen sollen. Es gibt einen großen Markt für probiotische Produkte, die gesundheitlichen Vorteile sind jedoch teilweise umstritten. Da die Säuerung durch Abbau der Lactose geschieht, ist der Lactosegehalt in Sauermilchprodukten niedriger als bei anderen Milchprodukten. Sie sind daher auch für Menschen mit Laktoseintoleranz genießbar.

## Herstellung
Ausgangsprodukt aller Sauermilchprodukte ist pasteurisierte oder thermisierte, oftmals auch homogenisierte Milch (auch entrahmt oder fettarm) oder Sahne. Diese wird mit den gewünschten Säuerungskulturen beimpft und bei relativ hohen Temperaturen über einen Zeitraum von mehreren Stunden „bebrütet“. Bebrütungstemperatur und -zeit sind auf die Kulturen und den gewünschten Säuerungsgrad abgestimmt und unterscheiden sich von Produkt zu Produkt. Das Bebrüten geschieht teilweise vor der Abfüllung in großen Behältern, teilweise wird die Milch jedoch auch sofort nach dem Beimpfen abgefüllt und gärt in der Verpackung. Nach Ablauf der vorgesehenen Zeit wird das Sauermilchprodukt gekühlt, um die Säuerung zu beenden und das Produkt vor Verderb zu schützen – so gelangt es dann in den Handel. Teilweise ist eine weitere Wärmebehandlung nach der Fermentation üblich, um die Haltbarkeit zu verbessern. Beispielsweise ist dies bei Fruchtjoghurt zulässig, bei reinem Joghurt dagegen – nach deutschem Lebensmittelrecht – verboten.
Einige Sauermilchprodukte werden auch vor dem Abpacken gerührt, um ihnen eine dickflüssige statt einer stichfesten Konsistenz zu geben. Außerdem ist es möglich und zulässig, die Trockenmasse zu erhöhen, indem man Magermilchpulver oder Casein zugibt.

## Geschichte
Sauermilcharten waren wahrscheinlich die ersten Milchprodukte, die der Mensch hergestellt hat. Die Selbstsäuerung von roher Milch geschieht in Weltgegenden mit warmem Klima innerhalb weniger Stunden, so dass die Menschen dort mehr Sauermilch als frische Milch genossen und lernten, diese auch bewusst herzustellen. Auf diese Weise gelangten sie zu aromatischen, bekömmlichen und relativ lange haltbaren Erzeugnissen. Die industrielle Herstellung von Sauermilch setzte dagegen erst spät ein: Seit etwa 1880 werden Sauermilchprodukte molkereitechnisch und mit Einsatz von Reinkulturen hergestellt.
Die Welt ist äußerst reich an regionalen oder landestypischen Sauermilchspezialitäten. Aus Europa stammen beispielsweise Filmjölk/Ymer/Viili und Rjaschenka, aus Asien Kumys und Yakult, aus Afrika Omaere und Mursik; dazu kommen Getränke wie Ayran und Dugh.

## Marktvolumen
2016 wurden in Europa mit Sauermilchprodukten 18.112 Millionen Euro umgesetzt, davon in Deutschland 3.572 Millionen Euro. Der Absatz betrug 8.620 Millionen Kilogramm, der Pro-Kopf-Verbrauch 16,6 Kilogramm (Deutschland: 21,6 kg, Österreich: 13,0 kg, Schweiz: 15,3 kg).

## Einteilung
Nach der Säuerungsart unterscheidet man Erzeugnisse, die mit gewöhnlichen Milchsäurebakterien gesäuert werden, Erzeugnisse aus speziellen Kulturen, und Erzeugnisse aus gemischter, sowohl milchsaurer als auch alkoholischer Gärung.

### Gärung mit gewöhnlichen Milchsäurebakterien
Zu den Sauermilchprodukten, die durch gewöhnliche mesophile Milchsäurebakterien – Lactococcus lactis einschließlich der früher als eigenständig angesehenen Subspezies cremoris und diacetylactis – in milchsaurer Gärung gesäuert werden, zählen Dickmilch und eine Reihe verwandter Sorten, die sich in Fettgehalt und Konsistenz unterscheiden. Im Einzelnen sind zu nennen:
- Sauermilch, auch aus fettarmer und entrahmter Milch
- Dickmilch, dickgelegte Sauermilch, auch aus fettarmer und entrahmter Milch
- Saure Sahne, aus Rahm
- Crème fraîche
- Buttermilch, die bei der Butterherstellung aus Sauerrahm anfällt, oder, bei der Butterherstellung aus Süßrahm, nachträglich gesäuert wird

Das „einfachste“ Produkt dieser Kategorie ist die allseits bekannte Dickmilch. Sie lässt sich schon dadurch herstellen, dass man frisch gemolkene Rohmilch bei ausreichend hohen Temperaturen (22–45 °C) stehen lässt: Die natürlicherweise in der Milch vorhandenen Milchsäurebakterien vermehren sich schnell, unterdrücken Fäulniserreger und lassen die Milch rasch andicken. Bei der molkereitechnischen Herstellung wird dagegen wie allgemein üblich wärmebehandelte Milch mit Zuchtkulturen beimpft.
Die deutsche Milcherzeugnisverordnung legt gemäß Anlage 1, Gruppe I für Sauermilcherzeugnisse dieser Art verschiedene rechtsverbindliche Verkehrsbezeichnungen fest. Einfache Sauermilch heißt demzufolge Sauer- oder Trinksauermilch, dickgelegte Sauermilch auch Dickmilch oder Setzmilch. Sowohl für dickgelegte wie auch nicht dickgelegte Sauermilch sieht die Verordnung einen Mindestfettgehalt von 3,5 % vor und außerdem Magermilch-, fettarme und Rahmstufen.
Damit ergeben sich folgende Bezeichnungen:
| Fettgehalt  | Bezeichnungen                                                 | Bezeichnungen (dickgelegt)                                                                         |
| ----------- | ------------------------------------------------------------- | -------------------------------------------------------------------------------------------------- |
| mind. 3,5 % | Sauermilch Trinksauermilch                                    | Sauermilch dickgelegt Dickmilch Setzmilch                                                          |
| 1,5–1,8 %   | Fettarme Sauermilch Fettarme Trinksauermilch                  | Fettarme Dickmilch Fettarme Sauermilch dickgelegt Fettarme Setzmilch                               |
| max. 0,5 %  | Sauermilch entrahmt Trinksauermilch entrahmt Magermilch sauer | Sauermilch entrahmt dickgelegt Dickmilch entrahmt Dickmagermilch Setzmilch entrahmt Setzmagermilch |
| mind. 10 %  | Sahnesauermilch Rahmsauermilch Saure Sahne Sauerrahm          | Sahnedickmilch Sahnesetzmilch Rahmdickmilch Rahmsetzmilch                                          |

Dazu kommt noch Crème fraîche mit mindestens 30 % und Buttermilch mit maximal 1 % Fett.

### Gärung mit speziellen Kulturen
Verschiedene Sauermilchprodukte werden ebenfalls ausschließlich durch milchsaure Gärung gewonnen, jedoch mit spezifischen, teilweise thermophilen Kulturen. Das bekannteste Produkt dieser Art ist Joghurt, die weiteren sind dem Joghurt mehr oder weniger ähnlich.
- Joghurt, mit Streptococcus thermophilus und Lactobacillus bulgaricus
- Bioghurt, Acidophilus-Milch, Aco-Joghurt, Reformjoghurt usw. – mit Lactobacillus acidophilus
- Bifighurt, mit Bifidobakterien
- Actimel, mit Lactobacillus casei
- Yakult, mit Lactobacillus casei Shirota

(Bezeichnungen wie „Bioghurt“, „Bifighurt“ und „Biogarde“ sind oder waren eingetragene Markennamen eines Unternehmens, der „internationalen Bioghurtgesellschaft“.)
Die deutsche Milcherzeugnisverordnung unterteilt gemäß Anlage 1, Gruppe II die Joghurterzeugnisse in Joghurt und milden Joghurt – der Zusatz „mild“ bezeichnet demzufolge Erzeugnisse, die anstelle von L. bulgaricus mit anderen Lactobazillen gesäuert werden. Für alle Joghurterzeugnisse sieht die Verordnung einen Mindestfettgehalt von 3,5 % vor und außerdem Magermilch-, fettarme und Rahmstufen.
Damit ergeben sich folgende Bezeichnungen:
| Fettgehalt  | Bezeichnungen                                  | Bezeichnungen (mild)                                           |
| ----------- | ---------------------------------------------- | -------------------------------------------------------------- |
| mind. 3,5 % | Joghurt                                        | Joghurt mild                                                   |
| 1,5–1,8 %   | Fettarmer Joghurt                              | Fettarmer Joghurt mild                                         |
| max. 0,5 %  | Joghurt aus entrahmter Milch Magermilchjoghurt | Joghurt mild, aus entrahmter Milch Joghurt mild aus Magermilch |
| mind. 10 %  | Sahnejoghurt Rahmjoghurt                       | Sahnejoghurt mild Rahmjoghurt mild                             |

### Kombination aus milchsaurer und alkoholischer Gärung
Durch eine Kombination aus Milchsäurebakterien und Hefen werden verschiedene Produkte gewonnen, die sowohl durch Milchsäuregärung als auch durch alkoholische Gärung beeinflusst sind und einen mehr oder minder hohen Alkoholgehalt haben. Dazu zählen:
- Kefir, aus Kefirknollen, welche Saccharomyces-Hefen sowie verschiedene Milchsäurebakterien, unter anderem L. lactis, enthalten; auch aus Ziegen- und Schafmilch gewonnen, geringer Alkoholgehalt von 0,2–0,8 %
- Kumys, asiatischen Ursprungs, aus Stutenmilch; starker Kumys kann über 2,5 % Alkohol enthalten.[1]

Die deutsche Milcherzeugnisverordnung unterscheidet gemäß Anlage 1, Gruppe III zwischen Kefir und mildem Kefir. Demzufolge müssen die Gärungskulturen für regulären Kefir alle charakteristischen Mikroorganismen der Kefirknollen enthalten, also auch die Hefen, und im fertigen Kefir müssen sich die Endprodukte der alkoholischen Gärung gebildet haben, nämlich Kohlendioxid und mindestens 0,05 % (Gewichtsanteil) Alkohol. Milder Kefir darf dagegen ohne Hefen vergoren sein und braucht weder Kohlendioxid noch Alkohol zu enthalten. Für alle Kefirerzeugnisse sieht die Verordnung einen Mindestfettgehalt von 3,5 % vor und daneben eine Magermilch-, fettarme und Rahmstufe.
| Fettgehalt  | Bezeichnungen                              | Bezeichnungen (mild)                                      |
| ----------- | ------------------------------------------ | --------------------------------------------------------- |
| mind. 3,5 % | Kefir                                      | Kefir mild                                                |
| 1,5–1,8 %   | Fettarmer Kefir                            | Fettarmer Kefir mild                                      |
| max. 0,5 %  | Kefir aus entrahmter Milch Magermilchkefir | Kefir mild aus entrahmter Milch Kefir mild aus Magermilch |
| mind. 10 %  | Sahnekefir Rahmkefir                       | Sahnekefir mild Rahmkefir mild                            |